# Zygothrica vittinubila
Zygothrica vittinubila är en tvåvingeart som beskrevs av Burla 1956. Zygothrica vittinubila ingår i släktet Zygothrica och familjen daggflugor. Inga underarter finns listade i Catalogue of Life.